# ارنست بلهاوس
ارنست بلهاوس (انگلیسی: Ernest Bellhouse؛ ۱۵ ژوئیه ۱۸۷۱ – ۱۹۲۰ (۴۸−۴۹ سال)) بازیکن فوتبال بود.
از باشگاه‌هایی که در آن بازی کرده‌است می‌توان به باشگاه فوتبال دربی کانتی اشاره کرد.